# Eno samo je potrebno
Nikolaj Jeločnik je dramo objavil leta 1955 v Buenos Airesu. Zgodba se godi na Kranjskem, na Dunaju in ob Gornjem Michiganu v ZDA.

## OSEBE
- Irenej Friderik Baraga
- Katarina Jožefa Baraga, njegova mati
- Brumgarten, Baragov prijatelj iz dunajskih let
- Derganc, dekan v Metliki
- Slatner, protestantski pastor ob Veliki reki
- Newagon, Otovan
- Nšo-Rdeči Lokvanj, Čipevka
- Gašper Schulte, Baragov strežaj
- Angel varuh Baragov
- Trije  duhovi teme
- Razlagalec
- Kantor
- Zbor
- Plesni zbor

Glasba: Gallus, Bach, Osana.

## Povzetek

### Prolog
Zbor, Kantor in Razlagalec uvajajo oratorij z besedami iz Svetega pisma.

### 1.
Baraga v smrtni stiski premišljuje svoje življenje. Zbor in Razlagalec ga pozoveta, naj izpriča dela, ki jih je Bog storil po njem v svojo slavo in v čast vesoljne Cerkve.

### 2.
Baraga kot deček na trebanjskem gradu. V pogovoru z materjo se oblikuje misel poslanstva. Mati želi, da bi se njen sin posvetil Bogu. 

### 3.
Baraga kot študent na Dunaju. Že odločenega za svetno življenje ga vabi Gospodov klic. Baraga se odloči za duhovski stan.

### 4.
Kaplanovanje v Metliki. Prvi konflikti s predstojniki zaradi Dušne paše, križevega pota v metliški cerkvi. Baraga obide misel na misijonarsko delo med izseljenci in Indijanci, ne more prenesti bolečine, da se tisoči izgubljajo, ker nimajo duhovnika. Spozna, da je to božji klic in prosi škofa za dovoljenje.

### 5.
Baraga se težko poslavlja od svojih ovčic, a mora slediti božjemu klicu. Dekan terja, naj poravna dolgove, ki jih je naredil za cerkev. Baraga nima drugega kot suknjo na sebi, to ponudi. Ljudstvo je tako ogorčeno, da se dekan umakne. Baraga blagoslovi vse in se poda na pot.

### 6.
Indijanci ob Veliki reki častijo svoje duhove teme, ki zahtevajo človeške žrtve. A njihove zahteve preglasi glas zvonov, pojavi se Baraga, za njim trije Indijanci nosijo kriz, ki doživi zmagoslavje in počastitev.

### 7.
Beli trgovci, ki Indijance goljufajo in jih uničujejo z žganjem, hočejo Baraga izgnati. Slatner nahujska nanj pijanega Newagona, ki mu je umrla žena, on pa dolži Baraga, da jo je zastrupil. Naščuvani Indijanci grozijo »črni suknji«. Baraga se zaobljubi, da se do smrti ne dotakne alkohola, in prebedi noč v molitvi. Newagon se skesa. K Veliki reki je prišel nov duhovnik, Baraga bo odšel k Čipevcem, Newagon pa priseže, da bo šel z njim, skrbel zanj in bedel nad njim kakor nad očetom.

### 8.
Razlagalec, Zbor in Kantor zmagoslavno oznanjajo Baragova misijonska dela: kraje, kjer je deloval med Indijanci, knjige, ki jih je napisal, imena slovenskih in drugih misijonarjev, ki jih je vodil njegov zgled.

### 9.
Apostolski vikariat ob Gornjem Michiganu je potrjen, Baraga postane škof. Tudi to breme ponižno vzame nase, čeprav misli, da ni vreden. Izbere si škofovski grb in vanj vpiše svoje geslo: Unum est necessarium.

### 10.
Baraga zboli. Na smrt bolnega ga zvesti Indijanci nesejo blagoslovit temeljni kamen nove cerkve. Na poti s priprošnjo ozdravi bolnega indijanskega otroka.

### Epilog
Umirajoči Baraga se spominja materinih besed o miru po dobro opravljenem delu. Zvesti služabnik Gašper škofu zatisne oči, angeli spremljajo svetniško dušo v nebo. Zbor mogočno prepeva hvalnico, zmagoslavno donijo zvonovi in trombe.